# Hatten, Antarktis
Hatten är en bergstopp i Antarktis. Den ligger i Östantarktis. Norge gör anspråk på området. Toppen på Hatten är 2 033 meter över havet, eller 276 meter över den omgivande terrängen. Bredden vid basen är 3,5 km.
Terrängen runt Hatten är platt västerut, men österut är den kuperad. Trakten är obefolkad. Det finns inga samhällen i närheten. 